# Eenhana
Eenhana este un oraș din Namibia și are rol de reședință a regiunii Ohangwena. Este situat în nordul țării, nu departe de granița cu Angola.